# Aristida adscensionis
Aristida adscensionis es una especie de planta herbácea perteneciente a la familia de las poáceas.  Es nativa de las Américas, y se distribuye por casi todo el mundo. Crece fácilmente en áreas perturbadas y desechadas y tiene potencial para convertirse en una maleza.

## Descripción
Es una planta anual tussok que es bastante variable en apariencia, ya que su tamaño y forma está determinado en gran medida por las condiciones ambientales. Crece alcanzando una altura de entre 5 y 80 centímetros. Forma una estrecha inflorescencia de espiguillas, cada fruta con tres aristas .
Los tallos de 1–8 dm de alto, son erectos o decumbentes, ramificados desde los nudos inferiores, glabros. Las hojas caulinares, rectas; vainas glabras; láminas hasta 25 cm de largo y 1 mm de ancho, generalmente involutas, puberulentas en la haz. Panícula angosta, 5–15 cm de largo, densa, ramas generalmente adpresas, escabriúsculas, con espiguillas hasta la base; pedicelos adpresos, las espiguillas agrupadas; glumas 1-nervias, escabrosas en la quilla, la inferior 4.5–6 mm de largo, la superior 6–9 mm de largo; lema 6–9 mm de largo, convoluta, escabrosa hacia el ápice; columna ausente; aristas 3, 6–16 mm de largo, aplanadas, la central ligeramente más larga que las laterales, recta o divergente, las laterales rectas; callo 0.3–0.4 mm de largo, obtuso, piloso, los tricomas de 0.6–1 mm de largo; anteras 1 o 3, 0.8–1.5 mm de largo.

## Taxonomía
Aristida adscensionis fue descrita por Carlos Linneo y publicado en Species Plantarum 1: 82. 1753.
Citología
Número de cromosomas de Aristida adscensionis (Fam. Gramineae) y táxones infraespecíficos: n=11
Etimología
El nombre del género proviene del latín Arista o del griego Aristos (cerdas, o aristas del maíz). 
adscensionis: epíteto
Sinonimia
- Aristida abyssinica (Trin. & Rupr.) Henrard
- Aristida aethiopica (Trin. & Rupr.) Trin. & Rupr. ex Henrard
- Aristida arabica Trin. & Rupr.
- Aristida bromoides Kunth
- Aristida canariensis Willd.
- Aristida cardosoi Cout.
- Aristida coarctata Kunth
- Aristida confusa (Trin. & Rupr.) Trin. & Rupr. ex Henrard
- Aristida curvata (Nees) Nees ex A.Rich.
- Aristida debilis Mez
- Aristida depressa Retz.
- Aristida ehrenbergii Trin. & Rupr.
- Aristida elatior Cav.
- Aristida fasciculata Torr.
- Aristida festucoides Poir.
- Aristida gigantea L.f.
- Aristida grisebachiana E.Fourn.
- Aristida guineensis Trin. & Rupr.
- Aristida heymannii Regel
- Aristida humilis Kunth
- Aristida interrupta Cav.
- Aristida laxa Willd. ex Trin. & Rupr.
- Aristida luzoniensis Cav.
- Aristida macrochloa Hochst.
- Aristida maritima Steud.
- Aristida mauritiana Kunth
- Aristida mauritiana Hochst. ex A.Rich.
- Aristida modatica Steud.
- Aristida mongholica Trin.
- Aristida nana Steud.
- Aristida nigrescens J.Presl
- Aristida nutans Steud.
- Aristida paniculata Forssk.
- Aristida peruviana Beetle
- Aristida pumila Decne.
- Aristida pusilla Trin. & Rupr.
- Aristida pygmaea Trin. & Rupr.
- Aristida racemosa Spreng.
- Aristida schaffneri E.Fourn.
- Aristida senegalensis (Trin. & Rupr.) Henrard
- Aristida setacea Steud.
- Aristida simplicissima Steud.
- Aristida spicigera Trin. & Rupr.
- Aristida strictiflora Trin. & Rupr.
- Aristida submucronata Schumach. & Thonn.
- Aristida swartziana Steud.
- Aristida teneriffae Steud.
- Aristida thonningii Trin. & Rupr.
- Aristida viciosorum Pau
- Aristida vulgaris Trin. & Rupr.
- Aristida vulpioides Hance
- Chaetaria adscensionis (L.) P.Beauv.
- Chaetaria bromoides (Kunth) Roem. & Schult.
- Chaetaria canariensis (Willd.) P.Beauv.
- Chaetaria coarctata (Kunth) Roem. & Schult.
- Chaetaria coerulescens (Desf.) P.Beauv.
- Chaetaria curvata Nees
- Chaetaria depressa (Retz.) P.Beauv.
- Chaetaria elatior (Cav.) P.Beauv.
- Chaetaria fasciculata (Torr.) Schult. & Schult.f.
- Chaetaria festucoides (Poir.) P.Beauv.
- Chaetaria forskolii Nees
- Chaetaria gigantea (L.f.) P.Beauv.
- Chaetaria humilis (Humb. & Bonpl.) Roem. & Schult.
- Chaetaria interrupta (Cav.) P.Beauv.
- Chaetaria luzoniensis (Cav.) P.Beauv.
- Chaetaria mauritiana (Kunth) Nees
- Chaetaria nana Nees ex Steud.[3]